# لاري ستيوارت
لاري ستيوارت (بالإنجليزية: Larry Stewart)‏ هو موسيقي ومغن مؤلف أمريكي، ولد في 2 مارس 1959 في بادوكا في الولايات المتحدة.

## وصلات خارجية
- لاري ستيوارت على موقع ميوزك برينز (الإنجليزية)
- لاري ستيوارت على موقع ديسكوغز (الإنجليزية)